# Фронт робітниць
Фронт робітниць (індонез. Barisan Buruh Wanita, BBW) — індонезійська жіноча робітнича організація, утворена 1945 року внаслідок злиття кількох організацій. Лідером організації була С. К. Трімурті (індонез. S.K. Trimurti). Організація була пов'язана з Індонезійським трудовим фронтом (Barisan Buruh Indonesia). Після того, як останній було перетворено на Партію праці Індонезії, Фронт робітниць став його жіночою організацією.